# 萨比特·哈季奇
萨比特·哈季奇（1957年8月7日—2018年3月3日），波斯尼亚和黑塞哥维那男子篮球运动员。他曾代表南斯拉夫国家队参加1984年夏季奥林匹克运动会篮球比赛，获得一枚铜牌。